# Josephine Crowell
Josephine Crowell est une actrice canadienne, née Josephine Bonaparte Crowell le 11 janvier 1849 en Nouvelle-Écosse — lieu indéfini (Canada), morte le 27 juillet 1932 à Amityville (État de New York, États-Unis).

## Biographie
Installée aux États-Unis, Josephine Crowell débute au théâtre et joue notamment à Broadway (New York) dans une pièce représentée en 1902.
Au cinéma, elle contribue à quatre-vingt-quinze films muets américains (dont des courts métrages), le premier sorti en 1911. Entre autres, elle apparaît dans dix films réalisés par D. W. Griffith, dont Naissance d'une nation (1915), Intolérance (1916) et Cœurs du monde (1918), tous trois avec Lillian Gish. Dans Intolérance, elle personnifie Catherine de Médicis, rôle qu'elle retrouvera à l'occasion de Cendres de vengeance de Frank Lloyd (1923, avec Norma Talmadge et Conway Tearle).
Citons également Pillars of Society de Raoul Walsh (1916, avec Henry B. Walthall et Mary Alden), La Veuve joyeuse d'Erich von Stroheim (version de 1925, avec Mae Murray et John Gilbert), ou encore L'Homme qui rit de Paul Leni (son dernier long métrage, 1928, avec Mary Philbin et Conrad Veidt). Son dernier film est le court métrage Y a erreur ! de Leo McCarey, avec Laurel et Hardy, sorti en 1929.

## Théâtre à Broadway
- 1902 : Captain Molly de George C. Hazelton

## Filmographie partielle

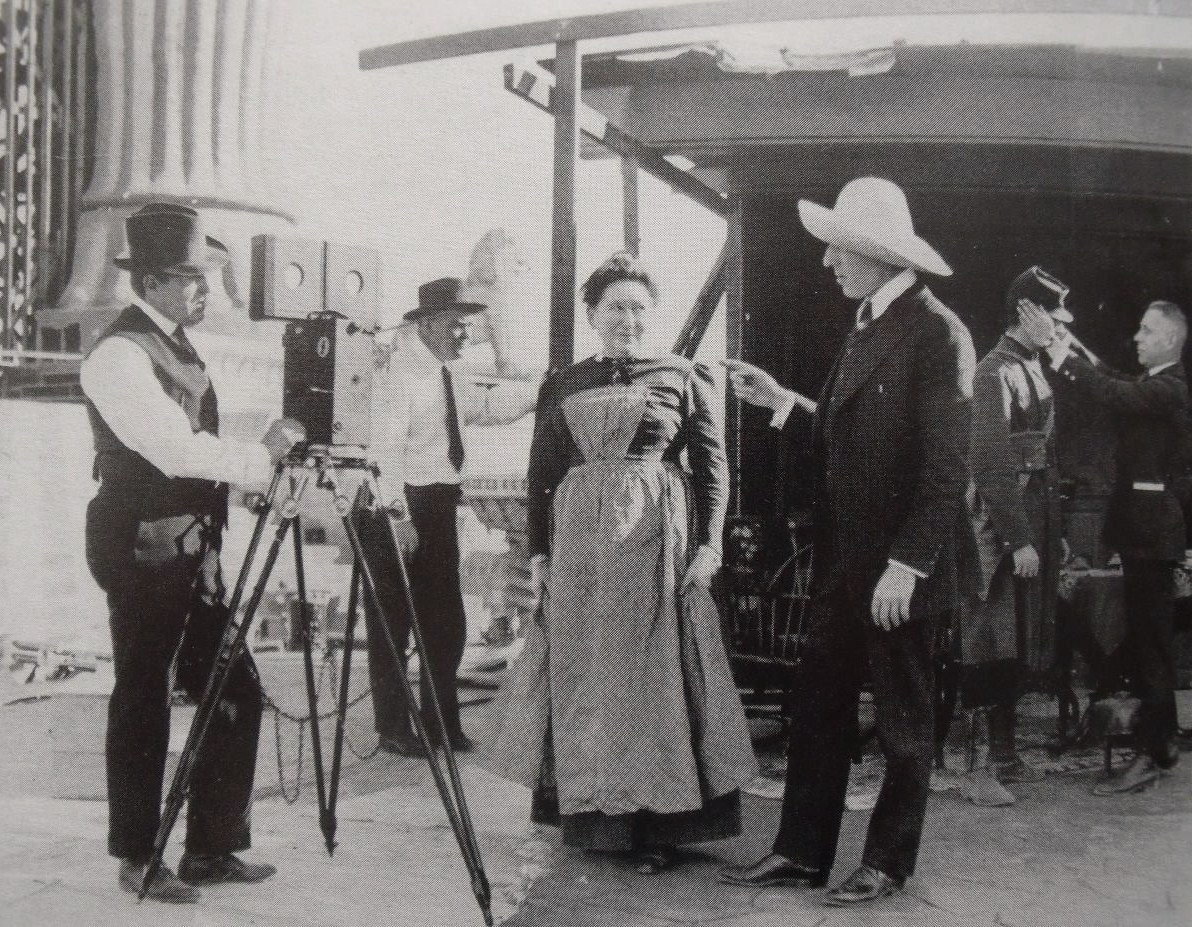
De g. à d. : Billy Bitzer, inconnu, Josephine Crowell, D. W. Griffith, inconnu et Erich von Stroheim, sur le tournage dIntolérance (1916)

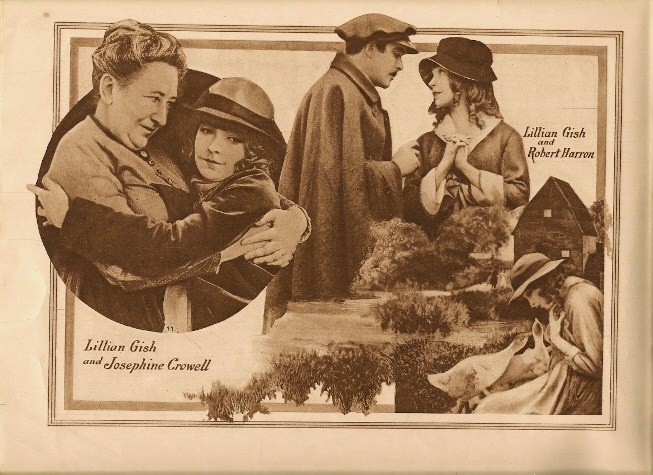
Poster promotionnel pour Cœurs du monde (1918)

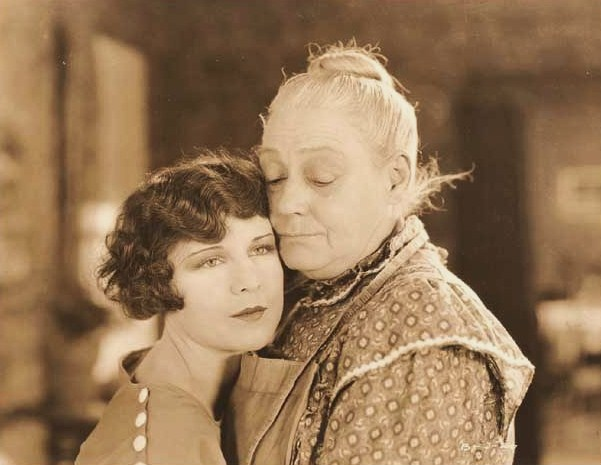
Avec Shirley Mason, dans Lights of the Desert (1922)

- 1912 : The Painted Lady de D. W. Griffith (court métrage)
- 1912 : The School Teacher and the Waif de D. W. Griffith (court métrage)
- 1913 : The Mothering Heart de D. W. Griffith (court métrage)
- 1913 : His Mother's Son de D. W. Griffith (court métrage)
- 1914 : A Question of Courage de Christy Cabanne (court métrage)
- 1914 : The Weaker Strain de Donald Crisp (court métrage)
- 1914 : The Tear That Burned de John B. O'Brien (court métrage)
- 1914 : La Conscience vengeresse (The Avenging Conscience ou Thou Shalt Not Kill) ) de D. W. Griffith
- 1914 : The Mountain Rat de James Kirkwood Sr. (court métrage)
- 1914 : Golden Dross (court métrage, réalisateur indéterminé)
- 1914 : Home, Sweet Home de D. W. Griffith
- 1915 : The Craven de Christy Cabanne (court métrage)
- 1915 : The Way of a Mother de Jack Conway (court métrage)
- 1915 : A Yankee from the West de George Siegmann
- 1915 : Naissance d'une nation (The Birth of a Nation) de D. W. Griffith
- 1915 : A Man and His Mate de John G. Adolfi
- 1916 : Les Vieux (The Old Folks at Home) de Chester Withey
- 1916 : Pillars of Society de Raoul Walsh
- 1916 : Martha's Vindication de Chester M. Franklin et Sidney Franklin
- 1916 : Intolérance (Intolerance : Love's Struggle Throughout the Ages) de D. W. Griffith
- 1916 : A Child of the Paris Streets de Lloyd Ingraham
- 1917 : Le Mauvais Garnement (The Bad Boy) de Chester Withey
- 1917 : Cheerful Givers de Paul Powell
- 1917 : The Fair Barbarian de Robert Thornby
- 1917 : Petit Démon (Rebecca of Sunnybrook Farm) de Marshall Neilan
- 1918 : The Bravest Way de George Melford
- 1918 : Cœurs du monde (Hearts of the World) de D. W. Griffith
- 1918 : Women's Weapons de Robert G. Vignola
- 1918 : Le Roman de Mary (Stella Maris) de Marshall Neilan
- 1919 : Peppy Polly d'Elmer Clifton
- 1919 : Diane of the Green Van de Wallace Worsley
- 1919 : Justice (The Greatest Question) de D. W. Griffith
- 1919 : Puppy Love de Roy William Neill
- 1919 : The Woman Next Door de Robert G. Vignola
- 1919 : Rose o' the River de Robert Thornby
- 1919 : The House of Intrigue de Lloyd Ingraham
- 1920 : À ton bonheur (Flames of the Flesh) d'Edward LeSaint
- 1920 : The Six Best Cellars de Donald Crisp
- 1920 : L'Antiquaire (Crooked Streets) de Paul Powell
- 1920 : La Marque infâme (Half a Chance) de Robert Thornby
- 1921 : The Snob de Sam Wood
- 1921 : Bunty Pulls the Strings de Reginald Barker
- 1921 : Live and Let Live de Christy Cabanne
- 1921 : Don't Neglect Your Wife de Wallace Worsley
- 1922 : Lights of the Desert de Harry Beaumont
- 1922 : Shattered Idols d'Edward Sloman
- 1922 : Minnie de Marshall Neilan et Frank Urson
- 1922 : A Homespun Vamp de Frank O'Connor
- 1923 : Cendres de vengeance (Ashes of Vengeance) de Frank Lloyd
- 1923 : Nobody's Money de Wallace Worsley
- 1923 : Le Roman d'une reine (Rupert of Hentzau) de Victor Heerman
- 1923 : La Rue des vipères (Main Street) de Harry Beaumont
- 1923 : Yesterday's Wife d'Edward LeSaint
- 1924 : Le Fleuve de feu (Flowing Gold) de Joseph De Grasse
- 1924 : Une riche famille (Hot Water) de Fred C. Newmeyer et Sam Taylor
- 1925 : Welcome Home de James Cruze
- 1925 : La Veuve joyeuse (The Merry Widow) d'Erich von Stroheim
- 1925 : New Brooms de William C. de Mille
- 1925 : No Father to Guide Him de Leo McCarey (court métrage)
- 1925 : Le Lit d'or (The Golden Bed) de Cecil B. DeMille
- 1925 : The Sporting Venus de Marshall Neilan
- 1925 : L'Amour cambrioleur (The Splendid Crime) de William C. de Mille
- 1926 : Mantrap de Victor Fleming
- 1926 : Métier de chien (Dog Shy) de Leo McCarey (court métrage)
- 1926 : Yellow Fingers d'Emmett J. Flynn
- 1926 : Les Amis de nos maris (For Wives Only) de Victor Heerman
- 1926 : Les Briseurs de joie (Padlocked) d'Allan Dwan
- 1926 : Le Gagnant du Derby (Bred in Old Kentucky) d'Edward Dillon
- 1928 : L'Homme qui rit (The Man Who Laughs) de Paul Leni
- 1929 : Y a erreur ! (Wrong Again) de Leo McCarey (court métrage)

## Note
1. ↑  Les sources sont divergentes quant à l'année de naissance, certaines (dont l'IMDb ci-dessus) mentionnant 1859.